# MacOS Sonoma
macOS Sonoma (phiên bản 14) là bản phát hành chính của macOS, hệ điều hành của Apple dành cho máy tính Mac. Phiên bản kế nhiệm của macOS Ventura, nó đã được công bố tại Hội nghị các nhà phát triển toàn cầu của Apple (WWDC) 2023 vào ngày 5 tháng 6 năm 2023 và dự kiến phát hành vào cuối năm 2023;bản beta dành cho nhà phát triển đầu tiên được phát hành vào ngày 5 tháng 6 năm 2023, và bước vào phiên bản beta công khai vào ngày 11 tháng 7 năm 2023. Nó được đặt tên theo vùng trồng nho ở Hạt Sonoma của California.

## Tính năng mới
macOS Sonoma cung cấp một số tính năng và cải tiến mới, chủ yếu tập trung vào năng suất và khả năng sáng tạo:
- Các widget đã được tân trang lại hoàn toàn, chúng không còn bị giới hạn trong Trung tâm thông báo—thay vào đó, chúng có thể được đặt ở bất kỳ đâu trên màn hình nền và bộ chọn widget đã được thiết kế lại để giống với phiên bản iPadOS.
- Màn hình khóa đã được thay đổi để có đồng hồ tương tự như iOS và iPadOS.
- Các ứng dụng hội nghị truyền hình có thể phủ video webcam của người thuyết trình lên trên phần chia sẻ màn hình.
- Safari:
  - Hồ sơ duyệt web cho phép các tập hợp dấu trang, tiện ích mở rộng và cookie riêng biệt, có thể được sử dụng để tách biệt, chẳng hạn như thiết lập cá nhân khỏi thiết lập công việc.
  - Chia sẻ mật khẩu cho phép nhiều người có quyền truy cập vào cùng một bộ sưu tập mật khẩu trang web và cập nhật chúng khi cần, với các thay đổi được đồng bộ hóa trên tất cả các thiết bị đã đăng ký.
  - “Web apps” cho phép người dùng thêm bất kỳ trang web nào vào Dock và mở trang web đó trong giao diện Safari được đơn giản hóa. Tính năng này hơi khác so với các ứng dụng web lũy tiến vì nó không yêu cầu các nhà phát triển trang web làm thêm công việc.
- Tin nhắn:
  - Bộ lọc tìm kiếm chính xác hơn: ví dụ: tên liên hệ có thể được kết hợp với cụm từ tìm kiếm để tìm kiếm cụm từ trong cuộc hội thoại cụ thể.
  - Bắt kịp cho phép người dùng nhanh chóng chuyển đến tin nhắn chưa đọc đầu tiên trong cuộc hội thoại.
  - iMessage Sticker có giao diện bộ chọn mới.
- Game mode, để tối ưu hóa hiệu suất chơi trò chơi bằng cách ưu tiên các tác vụ chơi trò chơi và phân bổ thêm dung lượng GPU và CPU cho trò chơi
- Trình bảo vệ màn hình chuyển động chậm mới về các địa điểm ngoạn mục từ khắp nơi trên thế giới trông đẹp mắt trên màn hình máy Mac lớn của bạn. Khi bạn đăng nhập, chúng liền mạch trở thành hình nền máy tính của bạn.

Bên cạnh macOS Sonoma, Apple đã công bố các công cụ dành cho nhà phát triển để chuyển các trò chơi Windows sang macOS. Bộ công cụ chuyển trò chơi, được phát hành ở dạng beta, dịch các lệnh gọi giao diện lập trình ứng dụng (API) Windows sang API macOS tương đương một cách nhanh chóng , cho phép các nhà phát triển chạy các phiên bản chưa sửa đổi của trò chơi Windows DirectX 32-bit của họ trên macOS. Người dùng Mac đã có thể sử dụng Game Porting Toolkit để chạy một số trò chơi DirectX 12; các hãng tin công nghệ đã so sánh công cụ này với lớp tương thích Proton của Valve dành cho Linux. Apple cũng đã phát hành Metal Shader Converter để chuyển đổi các shader thành API đồ họa Metal của Apple.

## Phần cứng được hỗ trợ
macOS Sonoma hỗ trợ tất cả các máy Mac có silicon của Apple và Xeon-W của Intel cũng như chip Coffee Lake/Amber Lake thế hệ thứ 8 trở lên, đồng thời ngừng hỗ trợ cho nhiều máy Mac được phát hành vào năm 2017. iMac 2019 là máy Mac duy nhất được hỗ trợ của Intel thiếu chíp T2. Các kiểu máy Mac sau đây có thể chạy macOS Sonoma được liệt kê bên dưới:
- iMac (2019 trở lên)
- iMac Pro (2017)
- MacBook Air (2018 trở lên)
- MacBook Pro (2018 trở lên)
- Mac mini (2018 trở lên)
- Mac Pro (2019 trở lên)
- Mac Studio (2022 trở lên)

Theo phân tích của Ars Technica , các máy Mac 2016 và 2017 nhận được trung bình 6 năm cập nhật, thấp hơn so với 7–8 năm cập nhật mà các máy Mac Intel phát hành từ 2009 đến 2015 nhận được.

## Lịch sử phát hành
Bản beta dành cho nhà phát triển đầu tiên của macOS Sonoma được phát hành vào ngày 5 tháng 6 năm 2023. Bản beta dành cho nhà phát triển Sonoma là bản đầu tiên có sẵn cho bất kỳ ai có tài khoản Nhà phát triển Apple miễn phí mà không cần đăng ký nhà phát triển.
|  | Bản phát hành trước |  | Phiên bản hiện tại |  | Phiên bản beta hiện tại |  | Bản vá bảo mật |

| Phiên bản | Bản dựng | Ngày phát hành       | Phiên bản Darwin                                       |
| --------- | -------- | -------------------- | ------------------------------------------------------ |
| 14.0      | 23A344   | 26 tháng 9 năm 2023  | 23.0.0 xnu-10002.1.13~1 Fri Sep 15 14:41:34 PDT 2023   |
| 14.1      | 23B74    | 25 tháng 10 năm 2023 | 23.1.0 xnu-10002.41.9~6 Mon Oct 9 21:27:27 PDT 2023    |
| 14.1.1    | 23B81    | 7 tháng 11 năm 2023  | 23.1.0 xnu-10002.41.9~6 Mon Oct 9 21:26:29 PDT 2023    |
| 14.1.1    | 23B2082  | 7 tháng 11 năm 2023  | 23.1.0 xnu-10002.41.9~6 Mon Oct 9 21:26:29 PDT 2023    |
| 14.1.2    | 23B92    | 30 tháng 11 năm 2023 | 23.1.0 xnu-10002.41.9~6 Mon Oct 9 21:27:27 PDT 2023    |
| 14.1.2    | 23B2091  | 30 tháng 11 năm 2023 | 23.1.0 xnu-10002.41.9~6 Mon Oct 9 21:27:27 PDT 2023    |
| 14.2      | 23C64    | 11 tháng 12 năm 2023 | 23.2.0 xnu-10002.61.3~2 Wed Nov 15 21:54:10 PST 2023   |
| 14.2.1    | 23C71    | 19 tháng 12 năm 2023 | 23.2.0 xnu-10002.61.3~2 Wed Nov 15 21:54:10 PST 2023   |
| 14.3      | 23D56    | 22 tháng 1 năm 2024  | 23.3.0 xnu-10002.81.5~7 Wed Dec 20 21:30:27 PST 2023   |
| 14.3.1    | 23D60    | 8 tháng 2 năm 2024   | 23.3.0 xnu-10002.81.5~7 Wed Dec 20 21:28:58 PST 2023   |
| 14.4      | 23E214   | 7 tháng 3 năm 2024   | 23.4.0 xnu-10063.101.15~2 Wed Feb 21 21:44:31 PST 2024 |
| 14.4.1    | 23E224   | 25 tháng 3 năm 2024  | 23.4.0 xnu-10063.101.17~1 Fri Mar 15 00:12:41 PDT 2024 |
| 14.5      | 23F79    | 13 tháng 5 năm 2024  | 23.5.0 xnu-10063.121.3~5 Wed May 1 20:16:51 PDT 2024   |

Xem ghi chú phát hành chính thức của Apple và nội dung cập nhật bảo mật chính thức.

### Các tính năng đã bị xóa
- Hỗ trợ cho các plugin Mail cũ đã bị xóa.[27]
- Hỗ trợ API hệ thống để chuyển đổi các tệp PostScript và Encapsulated PostScript sang định dạng PDF đã bị loại bỏ, sau những thay đổi trước đó trong macOS Ventura đã loại bỏ hỗ trợ xem và chuyển đổi các tệp PostScript và Encapsulated PostScript trong Preview.[28]